# Paraldehyd
Paraldehyd, eller elaldehyd, är den cykliska trekombinationen av acetaldehydmolekyler. Formellt är den ett derivat av 1,3,5-trioxan. Den syntetiserades första gången av Wildenbusch år 1829.

## Egenskaper
Paraldehyd är i ren form en färglös, flyktig vätska med aromatisk, något kväljande lukt. Smaken är först brännande och sedan kylande. Vid avkylning till 0 °C stelnar den till en kristallinsk massa, som smälter vid 12 °C. Den är löslig i eter och alkohol, men vid rumstemperatur svårlöslig i vatten.
Paraldehyd oxiderar långsamt i luft och bildar ättiksyra. Den reagerar snabbt med de flesta plaster och med gummi.

## Framställning
Paraldehyd tillverkas av acetaldehyd genom polymerisation med hjälp av en liten mängd svavelsyra vid en temperatur av 6–10 °C.

## Användning
Paraldehyd har haft användning som sömnmedel. Den används också som kramplösande och lugnande medel.
Den har även industriell användning vid framställning av vissa hartser, som konserveringsmedel och i andra processer som lösningsmedel.